# Лигерц
Лигерц (нем. Ligerz) — коммуна в Швейцарии, в кантоне Берн.
Входит в состав округа Нидау. Население составляет 516 человек (на 31 декабря 2006 года). Официальный код — 0740.